# Agua de Annique
Pour les articles homonymes, voir Agua.
Agua de Annique est un groupe de rock alternatif néerlandais, originaire d'Oss. Il est formé par la chanteuse Anneke van Giersbergen en 2007. Après avoir été la chanteuse du groupe à succès The Gathering durant 13 ans, Anneke décide de lancer ses projets personnels et s'entoure d'amis pour musiciens. De cette alliance naît son groupe, Agua de Annique.

## Biographie
Agua de Annique est formé en 2007 à Oss par la chanteuse Anneke van Giersbergen en 2007. Le premier album, intitulé Air, est sorti fin octobre 2007, et mixé par Jon Anders Narum,. Il regroupe les premières compositions d'Anneke, ainsi qu'une reprise de Bonnie Beecher, Come Wander with Me. Elle invite également son amie Kristin Fjelltseth, qui lui signe un titre et l'accompagne au chant dans le morceau Lost and Found.
Au début de 2009, Pure Air fait son apparition, cette fois sous le nom d'Anneke van Giersbergen with Agua de Annique. Cette deuxième production est un peu particulière, puisqu'on y retrouve certains titres de Air en version acoustique ainsi que de nombreuses reprises de sources diverses, dont Ironic d'Alanis Morissette. Anneke s'entoure d'artistes de renom tels que Danny Cavanagh, Niels Geusebroek, Marike Jager, Kyteman, Arjen Lucassen, John Wetton et Sharon den Adel. Il atteint d'ailleurs la 42e place des classements néerlandais. Le deuxième album de la formation (sous le nom Anneke van Giersbergen and Agua de Annique), In Your Room, est sorti en octobre 2009. Le premier extrait s'intitule Hey Okay!.
En 2010 sort le premier album live de la formation, intitulé Live in Europe. C'est le 20 janvier 2012 que sort Everything is Changing sous le seul nom de Anneke Van Giersbergen, avec comme première vidéo Take Me Home. En 2013 sort l'album Drive.

## Membres

### Membres actuels
- Anneke van Giersbergen - chant, piano, guitare (depuis 2007)
- Rob Snijders  - batterie (depuis 2007)
- Annelies Kuijsters - claviers, chœurs (depuis 2009)
- Joost van Haaren - basse (depuis 2010)
- Ferry Duijsens - guitare (depuis 2011)
- Gijs Coolen - guitare (depuis 2011)

### Anciens membres
- Thomas Martens - guitare (2010-2011)
- Jacques de Haard - basse (2007-2010)
- Joris Dirks - guitare, chant (2007-2010)

### Membre de tournée
- Ruud Jolie - guitare (2010)

## Discographie
- 2007 : Air (#89 Pays-Bas)
- 2009 : Pure Air
- 2009 : In Your Room (#31 Pays-Bas)
- 2010 : Live in Europe
- 2012 : Everything is Changing
- 2013 : Drive